# Jean-Baptiste Cléry
Pour les articles homonymes, voir Cléry.
Jean-Baptiste Cant Hanet, dit Cléry, né à Vaucresson le 11 mai 1759, mort à Hietzing, en Autriche, le 27 mai 1809, est un valet de chambre du duc de Normandie à Versailles et aux Tuileries, puis le dernier valet de Louis XVI à la prison du Temple.

## Biographie

### Sa famille
- Si vous ne connaissez pas le sujet, laissez ce bandeau (vous pouvez alors contacter les auteurs).
- Si vous supprimez le contenu mis en cause (vous pouvez préalablement contacter les auteurs),

argumentez précisément cette suppression dans la page de discussion
(un manque de référence n'est pas un argument ; une recherche réelle de référence doit avoir été effectuée, être formellement documentée).
Il est le fils de Cant Hanet (1736-1788) et de Marguerite Laurent (1737-1801). Son père quitte son emploi à Trianon pour louer la ferme du Jardy à Vaucresson, en 1757.
En 1763, alors qu'elle nourrit son enfant au milieu des prés, Marguerite Laurent est remarquée par la dauphine Marie-Josèphe, au cours d'une promenade en voiture. Charmée par cette scène bucolique, la princesse lui propose la charge de nourrice pour son enfant à venir : Madame Élisabeth. Malheureusement une chute, au cours de laquelle elle se casse deux dents, l'empêche d'exercer cette charge. La nourrice d'une fille de France à la brillante cour de Louis XV ne peut être édentée. Elle n'en est pas moins remarquée par Victoire Armande de Rohan, femme de Henri Louis Marie de Rohan, prince de Rohan-Guéméné, qui l'emploie comme nourrice de son fils Charles Alain Gabriel (1764-1836).

### À la Cour
- Si vous ne connaissez pas le sujet, laissez ce bandeau (vous pouvez alors contacter les auteurs).
- Si vous supprimez le contenu mis en cause (vous pouvez préalablement contacter les auteurs),

argumentez précisément cette suppression dans la page de discussion
(un manque de référence n'est pas un argument ; une recherche réelle de référence doit avoir été effectuée, être formellement documentée).
L'instruction de Jean-Baptiste est prise en charge par Madame de Guéméné qui l'envoie, ainsi que certains de ses frères, dans une maison d'éducation. C'est à cette époque que Jean-Baptiste Cant, use du surnom de Cléry pour être distingué de son frère Pierre-Louis Hanet.
En 1778, il est secrétaire de Madame de Guéméné. En 1781, à la naissance du dauphin, elle lui réserve une place de valet de chambre mais continue à le garder à son service. En 1782, les Guéméné font banqueroute, abandonnent leurs charges, tombent en disgrâce et doivent s'exiler. Les places vacantes de la domesticité du dauphin sont pourvues et Cléry, qui vient de se marier avec Marie-Élisabeth Duverger, musicienne au service de la reine Marie-Antoinette, se retrouve alors sans emploi. Avertie de la situation, la reine le fait nommer comme barbier du roi et lui réserve le poste de valet de chambre du prochain enfant royal à naître. Cet enfant est Louis-Charles, duc de Normandie, né en 1785. 
Le 4 juin 1789, à la mort de son frère aîné, le duc de Normandie devient dauphin. Mais la révolte gronde et les Parisiens exigent que la famille royale s'installe à Paris le 6 octobre 1789. Cléry et sa famille suivent la cour. Lors de la journée du 10 août 1792, Cléry réussit à s'enfuir et à échapper à l'arrestation en sautant d'une fenêtre du palais à l'initiative de son frère Hanet. Les autres domestiques ayant préféré se cacher furent massacrés par la foule.

### La captivité au Temple
Le 26 août 1792, Cléry demande à Jérôme Pétion, maire de Paris, la permission de servir le roi durant sa captivité au Temple et l'obtient. Un commissaire municipal introduit immédiatement Cléry dans la tour du Temple. 
Cléry devient le valet de chambre de Louis XVI qu'il sert pendant cinq mois jusqu'au 21 janvier 1793. Madame Cléry loue deux chambres près du jardin de la tour du Temple et joue de la musique quand la reine se promène dans ce jardin. Mais la police fait cesser ces concerts. Elle paye également un crieur des rues qui annonce les nouvelles importantes et les délibérations de la Convention, ce qui permet à Cléry de tenir le roi informé des nouvelles.
Jean-Baptiste Cléry essaie d'adoucir le sort de son maître. Il essaie aussi de l'empêcher de penser à sa mort et à l'avenir incertain de sa famille. Alcide de Beauchesne  écrit : « Valet de chambre aux Tuileries, Cléry était un ami au Temple... ». Avant de mourir Louis XVI lui dit : « Plus de courage, Cléry, ceux qui m'aiment ne doivent-ils pas souhaiter la fin d'une si longue agonie ? » Cléry lui répond : « Ah ! mon maître, si mon zèle a pu vous être agréable, donnez-moi votre bénédiction ». Le roi serre alors Jean-Baptiste Cléry contre lui.
Le 21 janvier 1793, jour de l'exécution du roi, Cléry passe la nuit dans la chambre du condamné et le réveille à 5 heures. Après l'avoir assisté dans sa toilette, il sert la messe célébrée par l'abbé Henri Edgeworth de Firmont. Louis XVI part alors pour l'échafaud.
Cléry n'est pas libéré car son dévouement au roi lui vaut quelques semaines de détention supplémentaires au Temple. Relâché en mars 1793, il est arrêté et emprisonné à la prison de la Force, le 25 septembre 1793. Il n'est libéré que le 9 août 1794, après la chute de Robespierre (9 thermidor an II ou 27 juillet 1794).

### L’émigration
Sans ressources, il trouve un emploi dans les bureaux des subsistances de la ville de Paris mais la modicité du salaire et la dévaluation de l'assignat l'obligent à vendre ses biens. Des négociations entre la France et l'Autriche aboutissent à la libération de Marie-Thérèse de France contre celles de Charles-Louis Huguet de Sémonville et Hugues-Bernard Maret. Cléry cherche à l'approcher et rejoint son frère à Strasbourg où il trouve un emploi d'inspecteur de l'agence des subsistances. N'ayant pu contacter la princesse, il quitte la France et ne rejoint Madame Royale qu'en Autriche où il entreprend la rédaction de son Journal, puis le comte de Provence à Vérone. Ce dernier lui confie plusieurs missions. Il tente de publier son Journal à Vienne, mais n'en obtient pas l'autorisation et profite d'une mission en Angleterre pour le faire imprimer à Londres, en 1798. Le livre, sorte de martyrologe de la famille royale, connait un grand succès comportant pour la seule année 1798 7 éditions londoniennes  en français. Le futur Louis XVIII le nomme premier valet de la Chambre du roi et chevalier de l'Ordre royal et militaire de Saint-Louis.
Autorisé à rentrer en France en 1801, il ne revient qu'en 1803, auprès de sa femme et de ses trois enfants encore en vie. Napoléon Bonaparte, qui cherche à s'attacher d'anciens serviteurs de la Couronne, lui fait proposer par Madame Campan le poste de premier chambellan de Joséphine de Beauharnais, mais Cléry refuse et s'exile. Il rejoint Marie-Thérèse de France, à Varsovie puis à Vienne.
Jean-Baptiste Cléry est frappé d'apoplexie en automne 1808, il meurt le 27 mai 1809, dans une propriété qu'il avait acquise à Hietzing, en Autriche. Il est enterré sous l'épitaphe : Ci-gît le fidèle Cléry, dernier serviteur de Louis XVI.

## Les Journaux et les Mémoires
L'unique œuvre de la main de Cléry est Journal de ce qui s'est passé à la tour du Temple pendant la captivité de Louis XVI (Londres, 1798).
Afin de discréditer ces mémoires, le Directoire fait publier une fausse édition intitulée Mémoires de Monsieur de Cléry sur la détention de Louis XVI. Dès que Cléry en eut connaissance, il fit paraître une réclamation en juillet 1801, dans le Spectateur du Nord dirigé par Amable de Baudus et publié à Hambourg.
Un des frères de Cléry, Pierre-Louis Hanet, a publié à Paris en 1825 des Mémoires où il s'efforce de justifier ses actions au service de la Première République, et tente de montrer qu'il est resté fidèle à la royauté. Les Mémoires de Pierre-Louis Cant Hanet ont été édités en 1825 en deux volumes.

## Mariages et enfants
Le 30 septembre 1782, à la paroisse Notre-Dame de Versailles, il épouse Marie Elisabeth Talvaz-Duverger (1762-1811), fille d'un musicien de la Musique du roi. De ce mariage sont nés :
- Bénédicte Hanet-Cléry (1783-1856), mariée en 1809 à Aylesbury en Angleterre avec Édouard Gaillard, officier émigré au service du comte de Provence, d'où descendance
- Pierre-François Hanet-Cléry (1785-1795)
- Charles Hanet-Cléry (1786-1811), soldat émigré fusillé après la bataille de Zújar, en Espagne
- Hubertine Hanet-Cléry (1787-1858), mariée à Thomas Grem, directeur des Postes à Charleville, d'où descendance
- Louis-François Hanet-Cléry (1789-1795)
- Brice-François Hanet-Cléry (1793-).